# Wir Juden

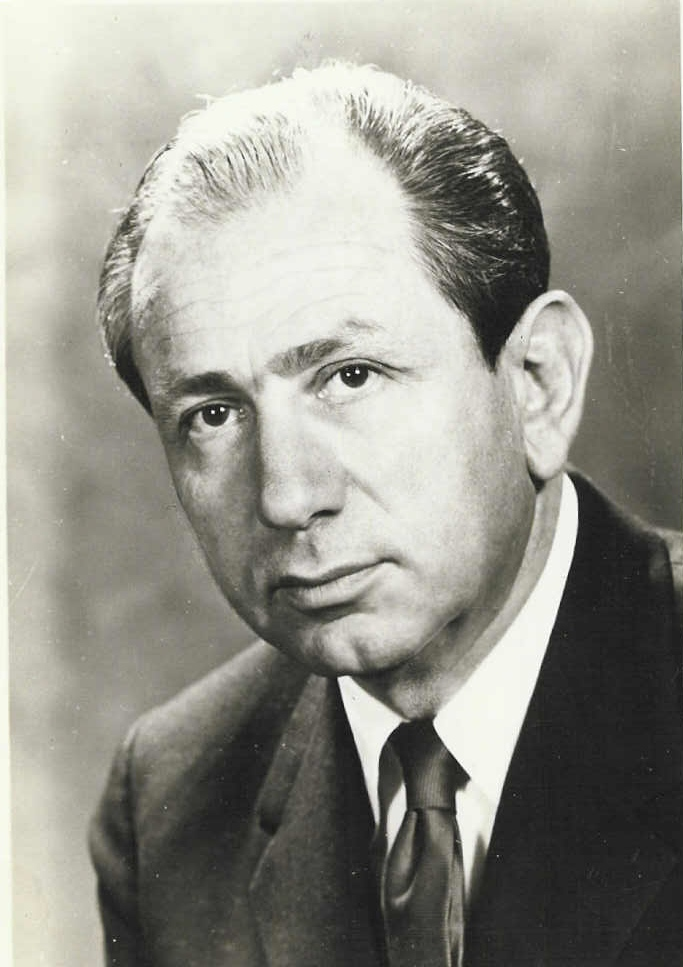
Le rabbin Joachim Prinz

Wir Juden (Nous les Juifs) est un livre de 1934 écrit par le rabbin allemand Joachim Prinz qui regarde l'accession au pouvoir d'Hitler comme une preuve de la défaite du libéralisme et de l'assimilation en tant que solution à la question juive, et qui prône l'alternative sioniste pour sauver les Juifs allemands. Les négationnistes, les antisionistes et les activistes antisémites affirment que certains passages du livre Wir Juden montrent une affinité entre le sionisme et le nazisme, affirmation aberrante quand on connait l'implication ultérieure du rabbin Prinz en tant que chef de file du mouvement américain des droits civiques.

## Les occasions perdues du libéralisme
Écrit en 1933 et publié en 1934, ce livre est d'après l'historien de la Shoah, Francis R. Nicosia, professeur à l'université du Vermont, un « rejet appuyé de la tradition fortement assimilationniste dans le judaïsme allemand, et un appel à tous les Juifs à adopter l'héritage et la culture juive ». À l'intérieur, Prinz soutient le rejet de l'assimilation et le sionisme de Theodor Herzl et affirme que l'antisémitisme a fait « plus pour préserver le judaïsme et pour éveiller un réflexe dynamique juif que les Juifs eux-mêmes… ». L'historien Michael A. Meyer écrit que «... Prinz affirmait que le triomphe du nationalisme sur le libéralisme politique devrait maintenant amener les Juifs vers la seule solution possible de la question juive, l'acceptation de leur propre situation en tant que nation ». Dans ce but, Prinz propose «  une nouvelle loi pour remplacer assimilation par la reconnaissance de la nation juive et de la race juive »; Nicosia écrit que « Prinz ne voit clairement que peu d’alternative pour agrémenter la base ethno-nationaliste du sionisme avec une terminologie que les nazis puissent trouver familière et peut-être même séduisante ». 
Prinz théorise que la chute du libéralisme, telle qu’annoncée par l’ascension d’Hitler, signifie la fin de la pratique d’assimilation des Juifs dans la grande communauté européenne:
« La signification de la révolution allemande pour la nation allemande, sera éventuellement claire pour ceux qui l’ont créée et formé son image. Sa signification pour nous doit être mise en avant ainsi : les occasions du libéralisme sont perdues. La seule forme de vie politique qui a aidé l’assimilation juive a sombré  »

## Support aux efforts d’anti-assimilation
Un autre passage important concerne l’assimilation juive :   
« Nous voulons que l’assimilation soit remplacée par une nouvelle loi : la déclaration de l’appartenance à la nation juive et à la race juive. Un état construit sur le principe de la pureté de la nation et de la race, ne peut qu’être honoré et respecté par un Juif qui déclare son appartenance à son propre état. S’étant ainsi déclaré, il ne sera jamais capable de loyauté coupable à l’égard d’un état. L’état ne peut désirer d’autres Juifs que ceux qui se sont déclarés eux-mêmes appartenir à leur propre nation. »

## But pratique de la collaboration
Il ajoute que :
« Dans un but pratique, le sionisme espère être capable de gagner la collaboration de gouvernement même fondamentalement hostile aux Juifs, car en traitant de la question juive, aucune sensiblerie n’est impliquée, mais un problème réel dont la solution intéresse tous les peuples, et à présent, principalement le peuple allemand.  »

## Suites et conséquences

### Utilisation par les critiques du judaïsme
Le critique israélien controversé Israel Shahak mentionne Wir Juden dans son libre d'attaques notoires contre le judaïsme, Histoire juive, religion juive, le poids de trois millénaires, publié en France par la revue négationniste La Vieille Taupe. Il affirme que le livre de Prinz est rempli de flatteries triviales de l'idéologie nazie et se réjouit du déclin des idées de la Révolution française. Shahak accuse Prinz de représenter les divers maux de la religion juive.  
Les accusations de Shahak contre Prinz ont été reprises par des activistes antisémites tels que David Duke, ancien Grand Wizard du Ku Klux Klan, dans son livre Jewish Supremacism: My Awakening to the Jewish Question (Suprémacisme juif: mon éveil à la question juive).  

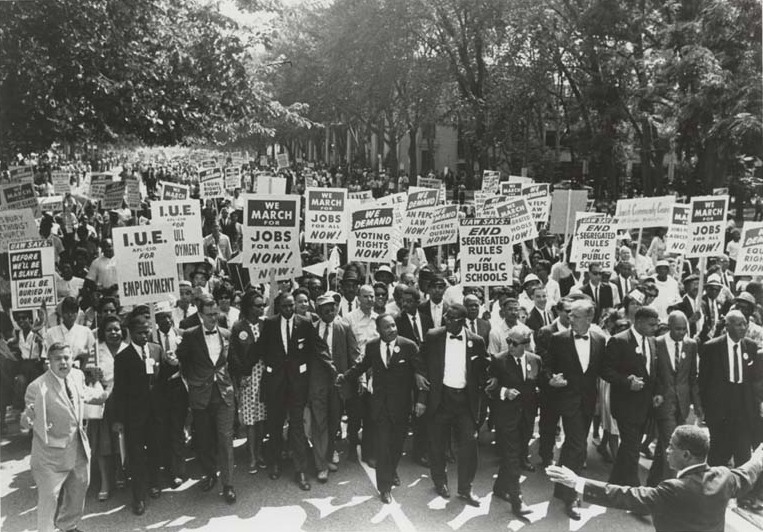
Prinz et Martin Luther King en 1963 lors de la Marche vers Washington pour le travail et la liberté

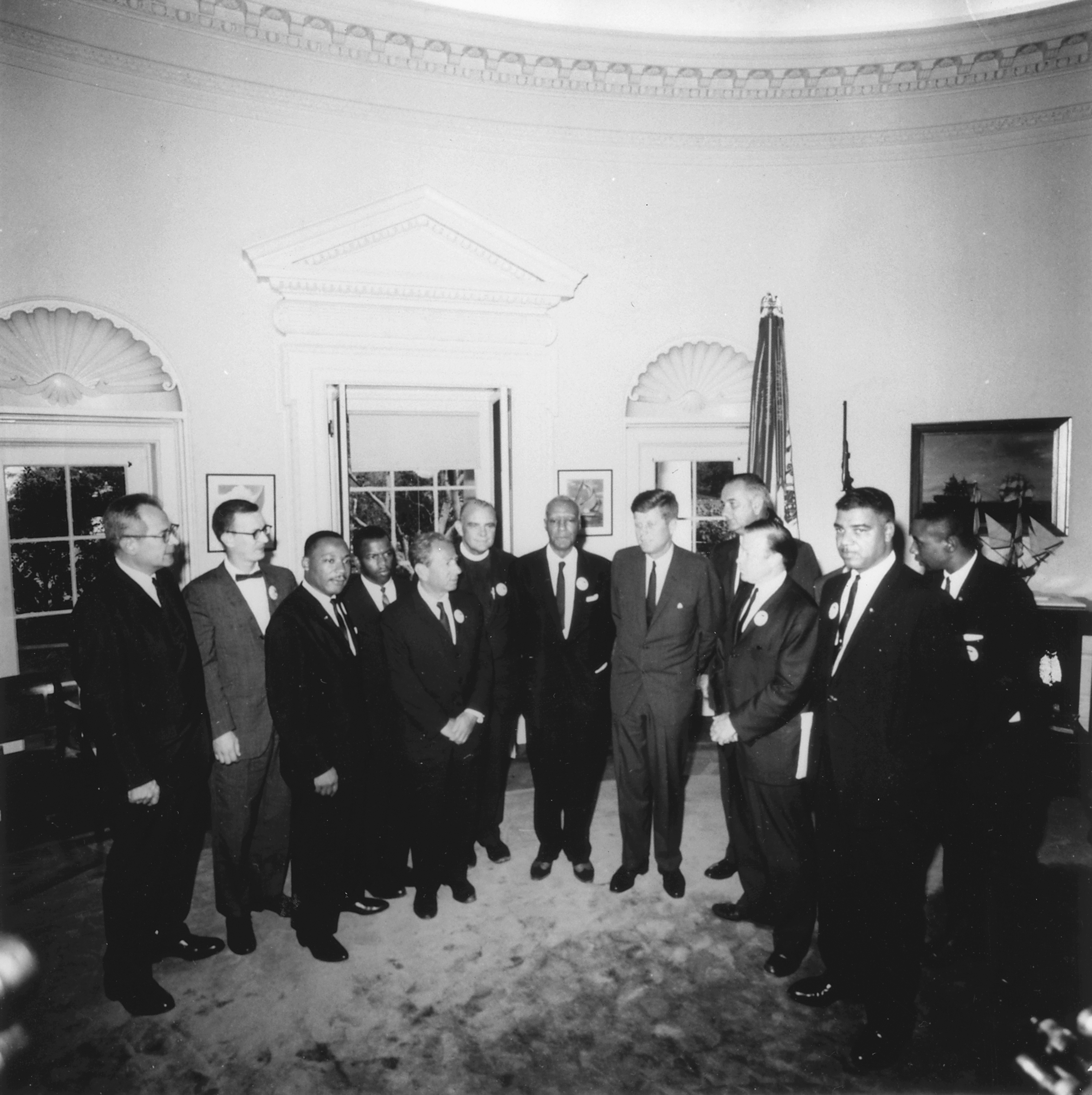
Prinz et Martin Luther King reçus le 28 août 1963 à la Maison-Blanche par Kennedy

### Utilisation par les antisionistes
Le livre a aussi été attaqué par les antisionistes qui ont tenté de démontrer que les sionistes comme Prinz, n'étaient pas concerné en priorité à aider les Juifs à fuir l'oppression, la discrimination, les persécutions nazies.  Les antisionistes comme Lenni Brenner ont affirmé que le plaidoyer de Prinz pour que les Juifs allemands fuient vers un État juif, est d'une façon ou d'une autre une indication que les sionistes approuvent les valeurs nazies antijuives. Les accusations de David Duke contre Prinz ont été reprises par des antisionistes pour affirmer que le sionisme de Prinz contient des éléments fascistes et racistes, même si ultérieurement, aux États-Unis, Prinz s'est pleinement engagé dans le mouvement des droits civiques, la Marche vers Washington pour le travail et la liberté et dans de nombreuses autres campagnes antifascistes et antiracistes.

### Utilisation par les négationnistes
Les négationnistes et les groupes néonazis, tels que l'Institute for Historical Review, ont aussi répété des affirmations non fondées que Wir Juden indique une association entre le sionisme et les nazis antisémites. Ils ont souvent soutenu ces affirmations en prenant des citations du livre prises hors contexte et ont constamment négligé de mentionner la longue carrière de Prinz en tant que chef de file de la lutte pour les droits civiques et contre le fascisme.

## Défense ultérieure de Prinz
Les partisans de Prinz signalent que s'il a peut-être été au début naïf, il a été aussi un opposant actif du nazisme. Il a été un des premiers à voir arriver le danger et que certaines de ses idées pouvaient être utiles dans un contexte limité.